# شعب البويلش

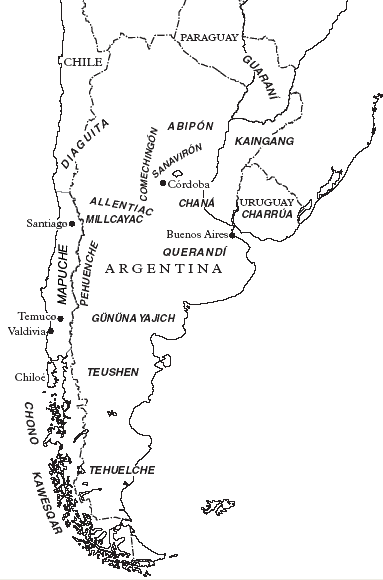

شعب البويلش أو بويلتشي (بالإسبانية: Puelche)‏ (معناها بالمابوتشية: "شعب الشرق") اعتاد المابوتشيون اعطاء هذا الاسم لكل المجموعات الاثنية الساكنة لأراضي شرق جبال الانديز (في اقاليم الارجنتين وبعض وديان الشيلي) ومن ضمنهم التيهوليشيين والهيتيين في الشمال، الأخيرون معروفون ب'البامباس' أو الكيرانديز. مع نهاية القرن 18 الناجون من الطاعون والأوبئة والتي أبادت هذه المجموعة الإثنية قد تم الإجهاز عليهم عبر عملية الاستئصال بسبب هجرات المابوتشيين. لذلك وفي القرن 20 المجموعتين الاثنيتين المتكونتين هما أساسا الهيت و التيهولشيين لكنهما مستأصلتان لغويا وثقافيا.